# Ermita de Nuestra Señora de la Peña de Francia
La ermita de Nuestra Señora de la Peña de Francia es un templo situado en el término municipal de la ciudad de Zamora (Castilla y León, España).

## Ubicación
La ermita se encuentra ubicada junto a la margen derecha del río Duero, en el pago llamado Las Pallas, dependiendo de la jurisdicción parroquial de Cristo Rey.

## Historia
La ermita ya existía en el siglo XVI, pero fue reedificada en el 1700. En la base del arco de entrada hay una lápida con una inscripción en la que se dice: El capitán Melchor Fernández Morán, natural de Lacevo, hizo esta obra porque estando ciego se ofreció a Nuestra Señora y al bendito Santo Domingo del Vado, que por su intercesión fue el Señor servido darle vista. 1666
A la izquierda del retablo mayor, existe un nicho con reja de hierro, en cuyo interior se conserva un relicario con fragmentos óseos de Domingo Yánez Sarracino, personaje al que las antiguas crónicas lo sitúan como morador de la Zamora del s. X, y que fue apresado por Almanzor en la batalla de Simancas y martirizado en Córdoba el 985, motivo por el que esta ermita se conoció con el título de Santo Domingo del Vado hasta el siglo XVII.

## Descripción

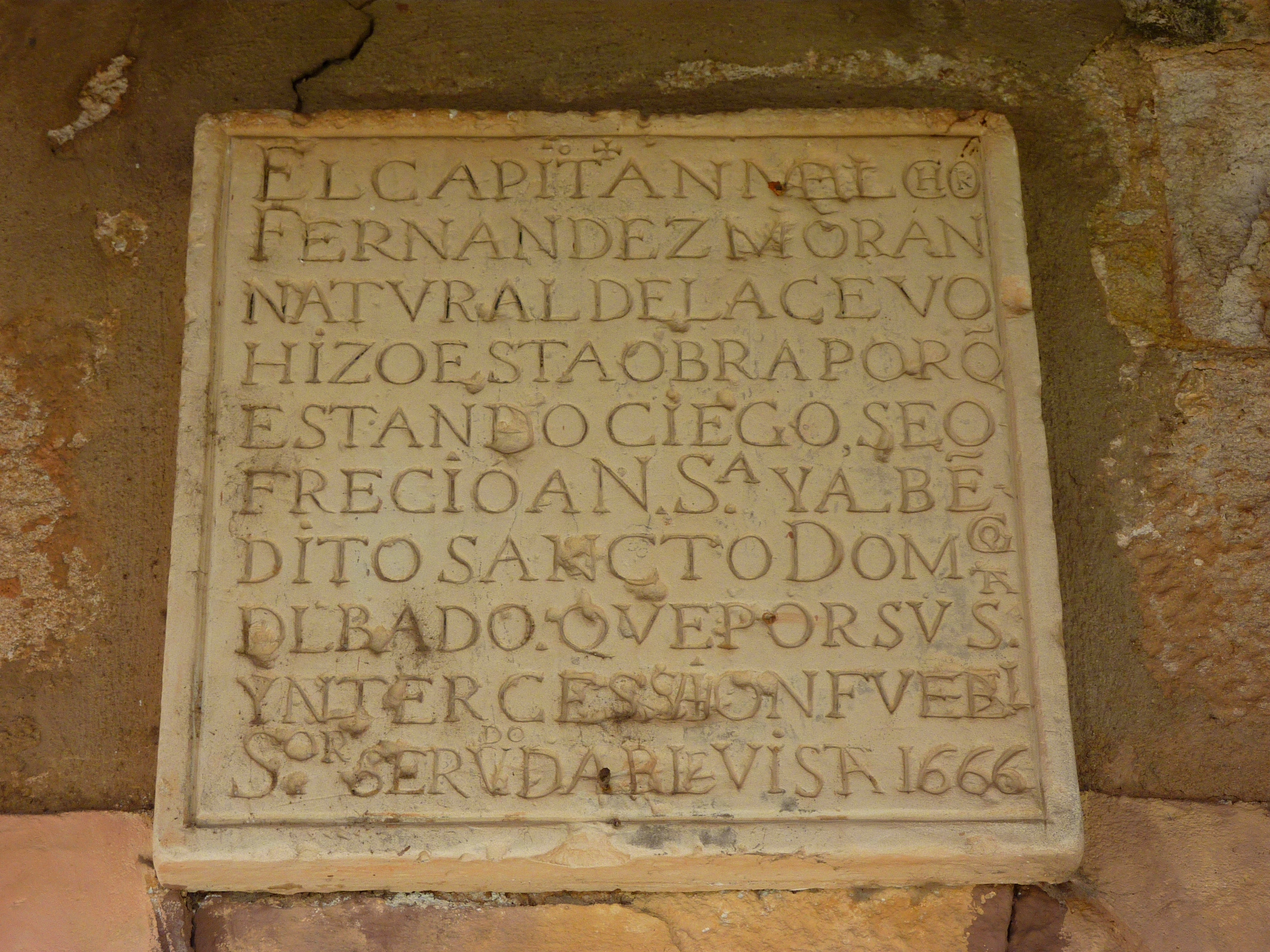
Lápida conmemorativa.

El edificio, de pequeñas dimensiones, está formado por una sola nave rectangular, más capilla mayor, sacristía y atrio cerrado precedido de porche. En el lado sur se encuentra la antigua casa del ermitaño.
El retablo mayor alberga la imagen de Nuestra Señora de la Peña de Francia, escultura que originalmente fue gótica tallada en madera policromada, de la que aún quedan restos. Posteriormente fue mutilada para convertirla en una imagen de bastidor y ser vestida con telas. Este retablo fue ensamblado en 1724, siendo dorado y policromado por Miguel del Oyo y Manuel Laguna.

## Festividad
En la actualidad, esta ermita celebra una gran fiesta el día 8 de septiembre, fecha en la que se conmemora la Natividad de la Virgen María.